# سان پولو ماتزه
سان پولو ماتزه (به ایتالیایی: San Polo Matese) یک کومونه در ایتالیا است که در استان کامپوباسو واقع شده‌است. سان پولو ماتزه ۱۷٫۷ کیلومتر مربع مساحت و ۴۸۵ نفر جمعیت دارد و ۷۵۱ متر بالاتر از سطح دریا واقع شده‌است.